# Павел (Юристый)
Архиепископ Павел (укр. Єпископ Павло в миру Васи́лий Влади́мирович Юристый укр. Василь Володимирович Юристий; род. 1 января 1980, Увисла, Тернопольская область) — епископ Православной церкви Украины, архиепископ Хмельницкий и Шепетовский (с 2021).
Ранее — епископ Украинской православной церкви Киевского патриархата, епископ Одесский и Балтский (2018).

## Биография
Родился 1 января 1980 года в селе Увисла, на Тернопольщине.
С 1986 по 1997 год учился в общеобразовательной школе села Увисла, где окончил I—III ступени.
С 1997 по 2000 год учился в Тернопольской духовной семинарии имени святых Кирилла и Мефодия УПЦ КП и во время учёбы нёс послушание иподиакона митрополита Тернопольского и Бучацкого Василия (Боднарчука).
С 2000 по 2004 год обучался в Киевской духовной академии УПЦ КП.
С 2001 по 2006 год нёс послушание пономаря в Покровском храме Соломенского района города Киева, а с 2008 по 2014 год — в Никольском приходе Борисполя.
23 февраля 2015 года был принят послушником в Михайловский Выдубицкий монастырь города Киева.
9 июля 2015 года, по благословению патриарха Филарета (Денисенко), в Выдубицком монастыре города Киева митрополитом Переяслав-Хмельницким и Белоцерковским Епифанием (Думенко) был пострижен в монашество с именем Павел в честь святого первоверховного апостола Павла.
26 июля 2015 года митрополитом Переяслав-Хмельницким и Белоцерковским Епифанием был хиротонисан во иеродиакона, а 15 февраля 2017 года — во иеромонаха.
1 сентября 2015 года поступил в аспирантуру Киевской православной богословской академии.
С октября 2017 по январь 2018 года нёс послушание в Управлении Переяславской епархии УПЦ КП.
22 января 2018 года Священным синодом Украинской православной церкви Киевского патриархата (журнал заседания № 2) был избран для рукоположения в сан епископа Одесского и Балтского.
27 января 2018 года в Владимирском кафедральном соборе в Киеве состоялось наречение во епископа Одесского и Балтского
28 января во Владимирском кафедральном соборе был хиротонисан во епископа Одесского и Балтского. Хиротонию совершили: патриарх Филарет (Денисенко), митрополит Переяславский и Белоцерковский Епифаний (Думенко), митрополит Белгородский и Обоянский Иоасаф (Шибаев), архиепископ Ровенский и Острожский Иларион (Процик), архиепископ Вышгородский Агапит (Гуменюк), архиепископ Полтавский и Кременчугский Фёдор (Бубнюк), архиепископ Богуславский Александр (Решетняк), епископа Житомирский и Овручский Паисий (Кухарчук), епископ Васильковский Лаврентий (Мигович).
8 февраля 2018 года в кафедральном соборе Рождества Христова в Одессе был совершен молебен после которого духовенству и мирянам Одесской епархии был представлен епископ Павел как новый управляющий епархией.
В феврале 2019 года с группой паломников посетил гору Афон, где 8 февраля возглавил служение литургии в монастыре Пантократор.
24 мая 2021 года Священным синодом ПЦУ он был избран епископом Хмельницким и Каменец-Подольским, вместо покойного митрополита Антония (Махоты).
2 февраля 2024 решением священного синода ПЦУ была создана Каменец-Подольская епархия. В связи с этим епископу Павлу было определено иметь титул «Хмельницкий и Шепетовский». На следующий день в митрополичьем доме Собора Святой Софии в Киеве митрополитом Епифанием он был возведён в сан архиепископа.